# Camarilha

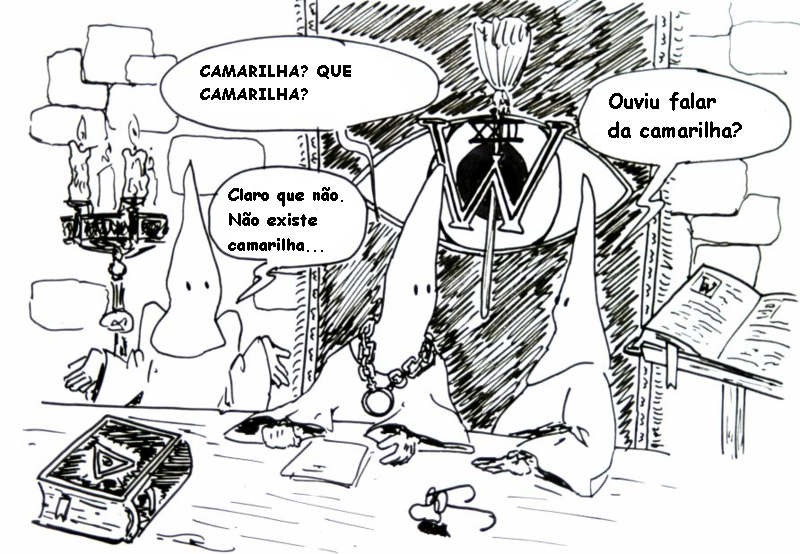
Ilustração cômica de uma camarilha em negação, com pessoas vestidas como uma ordem secreta cheia de ritos e simbolismos.

Camarilha ou cabala (ou ainda panelinha, no Brasil) é um grupo de pessoas que cercam um chefe de Estado e com ele convivem, procurando influir em suas decisões de governo. O termo emprega-se pejorativamente, e são por vezes sociedades secretas compostas por umas poucas pessoas e em outras são manifestações da emergência ou de comportamento emergente na sociedade ou governo por parte de uma comunidade de pessoas que possuem fortes laços de vinculação pública ou de parentesco. Muitas vezes é composto por conselheiros não eleitos que contornam as práticas tradicionais de governança visando promover através de intriga seus pontos de vista e interesses numa igreja, Estado ou outra comunidade.
Normalmente, os membros duma camarilha não ocupam nenhum cargo ou autoridade oficial na corte real, mas influenciam seu governante nos bastidores. Consequentemente, eles também escapam de ter que arcar com a responsabilidade pelos efeitos de seus conselhos.
O termo também pode ser usado em referência aos intentos de tais pessoas ou às consequências práticas do seu comportamento emergente e também carregam um significado geral de intriga e conspiração. Seu uso carrega fortes conotações de áreas de sombra e influência insidiosa; uma camarilha é mais malévola e seletiva do que, por exemplo, uma facção, a qual é simplesmente egocêntrica. Por conta desta conotação negativa, poucas organizações usam este termo para se referir a si próprias ou a suas subdivisões internas. Entre as excepções está o discordianismo, na qual o termo "cabala" é usado para se referir a um grupo identificável dentro da tradição discordiana.

## Etimologia
O termo deriva da palavra espanhola camarilla (diminutivo de câmara), que significa "pequena câmara" ou gabinete privado do rei. Foi usado pela primeira vez no círculo de comparsas em torno do rei espanhol Fernando VII (reinou em 1814-1833). O termo envolve o que é conhecido como clientelismo. O termo também entrou em outras línguas como o inglês, alemão e o grego, e é usado no sentido dado acima. Há também o afrancesamento "clique", com a mesma significação de grupo de cortesãos ou favoritos que cercam um rei ou governante.
O termo "cabala" vem da Kabbalah (uma palavra que possui várias formas de grafia), a interpretação mística da escritura hebraica, e originalmente significava ou uma doutrina secreta ou um segredo. Foi introduzido na língua inglesa na publicação de Cabala, em 1654, uma curiosa mistura de cartas e ensaios dos reinados de Jaime VI & I e Carlos I.

## Na ficção
- Camarilha é o nome de uma "seita" (facção) no RPG eletrônico Vampire: The Masquerade.
- A Camarilha é uma organização secreta multi-planetária e multi-espécie com a intenção de manter a Terra isolada do resto da galáxia na trilogia "Fitzhugh & Floyt" de Brian Daley.
- A Camarilha é uma organização secreta multi-planetária e multi-espécie com motivos variados e muitas vezes obscuros na Aliança Sholan de Lisanne Norman.
- A Camarilha é uma antiga organização secreta de caçadores de bruxas no programa de TV americano Motherland: Fort Salem.